# Godło Azerbejdżańskiej SRR

Godło Azerbejdżańskiej Socjalistycznej Republiki Radzieckiej

Godło z lat 1931–1937

Godło Azerbejdżańskiej Socjalistycznej Republiki Radzieckiej zawierało typowe elementy godeł republik związkowych ZSRR: umieszczony w centralnym punkcie godła sierp i młot – symbol sojuszu robotniczo chłopskiego oraz najważniejszy element godła Związku Radzieckiego, a także wschodzące słońce – mające wyrażać świt, początek nowej ery w życiu kraju. Na tle owej tarczy słonecznej widniał wizerunek wieży wiertniczej, której obecność wskazywała na główne bogactwo kraju – ropę naftową. Całość otoczona była przez wieniec złożony ze stylizowanych kłosów zboża oraz gałązek bawełny z otwartymi torebkami nasiennymi. Umieszczenie symbolu zboża i bawełny w godle z jednej strony podkreślało znaczenie rolnictwa dla kraju oraz symbolizowało dobrobyt, a z drugiej – nawiązywało do graficznego wyglądu godła ZSRR. U góry, u zbiegu obu wieńców umieszczono czerwoną pięcioramienną gwiazdę – oznaczającą zwycięstwo komunizmu w pięciu częściach świata. Wieńce przepasane były czerwonymi wstęgami, na których umieszczone było wezwanie do jedności proletariatu: 
Proletariusze wszystkich krajów, łączcie się! w językach azerskim: Бүтүн ватанрин пролетарлары, бирлешин! i rosyjskim: Пролетарии всех стран, соединяйтесь!. U góry, także na czerwonej wstędze znajdowała się dwujęzyczna nazwa republiki w języku azerskim: Азәрбајҹан Совет Сосиалист Республикасы i rosyjskim: Азербайджанская Советская Социалистическая Республика (Azerbejdżańska Socjalistyczna Republika Radziecka).
Autorem godła był artysta grafik Rubien Szchijan. Zostało przyjęte w 1937 roku. Wcześniej, od 1931, obowiązywała inna wersja: w środku oprócz wieży wiertniczej znajdowały się również inne obiekty związane z wydobyciem ropy naftowej oraz traktor. Nad sierpem i młotem zamiast czerwonej gwiazdy znajdował się półksiężyc i gwiazda – symbol islamu (jest to ewenement w radzieckiej heraldyce, starannie usuwającej wszelkie religijne symbole).